# ISO 3166-2:AU
Die Liste der ISO-3166-2-Codes für  Australien enthält die Codes für die 6 Bundesstaaten und 2 Territorien.

Die Codes bestehen aus zwei Teilen, die durch einen Bindestrich voneinander getrennt sind. Der erste Teil gibt den Landescode gemäß ISO 3166-1 (für  Australien AU), der zweite den Code für den Bundesstaat oder das Territorium wieder.
Die aktuellen Codes stehen auf der Seite der ISO unter #iso:code:3166:AU zur Verfügung.

Die Codes wurden 1998 bestimmt und besaßen zwei Buchstaben. Seit dem sechsten Newsletter bestehen fünf Codes aus drei Buchstaben, womit sie nun den im Inland verwendeten Abkürzungen entsprechen.

## Kodierliste

Bundesstaaten und Territorien in Australien

### Bundesstaaten
| Bundesstaat       | aktueller Code | ehem. Code |
| ----------------- | -------------- | ---------- |
| New South Wales   | AU-NSW         | AU-NS      |
| Queensland        | AU-QLD         | AU-QL      |
| South Australia   | AU-SA          |            |
| Tasmanien         | AU-TAS         | AU-TS      |
| Victoria          | AU-VIC         | AU-VI      |
| Western Australia | AU-WA          |            |

### Territorien
| Territorium                  | aktueller Code | ehem. Code |
| ---------------------------- | -------------- | ---------- |
| Australian Capital Territory | AU-ACT         | AU-CT      |
| Northern Territory           | AU-NT          |            |